# Freedom of the Press Foundation
Freedom of the Press Foundation (FPF) er en amerikansk nonprofitorganisation grundlagt i 2012 med det formål at finansiere organisationer og støtte ytringsfrihed og pressefrihed. Organisationen arbejder med understøttelse af journalisters digitale sikkerhed og yder juridisk rådgivning for journalister.
Fonden administerer platformen SecureDrop, der muliggør fortrolig og sikker kommunikation mellem journalister og deres kilder. SecureDrop bruges af mere end 65 nyhedsorganisationer globalt. Fonden administrerer også US Press Freedom Tracker, en database over pressefrihedskrænkelser i USA.
Organisationens bestyrelse har omfattet fremtrædende journalister og whistleblowere som Daniel Ellsberg, Laura Poitras og Glenn Greenwald. NSA-whistlebloweren Edward Snowden blev medlem af FPF's bestyrelse i 2014 og begyndte at fungere som organisationens præsident i starten af 2016.

## Crowdfunding
Organisationens tidlige arbejde indebar indsamling af finansielle midler til projekter og organisationer indenfor transparent journalistik og digital sikkerhed, inklusiv WikiLeaks, MuckRock, Tails og Tor Project. 
I 2013 og 2015 har indsamlet mere end $225.000 til at understøtte whistlebloweren Chelsea Mannings juridiske forsvar, i forbindelse med hendes sag om oplysninger lækket til WikiLeaks.

## Tekniske projekter
I oktober 2013 overtog FPF udviklingen af SecureDrop, et gratis softwaresystem til indsendelse af information fra whistleblowere.
SecureDrop muliggør anonym kommunikation mellem to parter ved hjælp af Tor-netværket og giver whistleblowere mulighed for at kontakte journalister uden nogensinde at udveksle hinandens identiteter eller kontaktoplysninger.
Systemet blev delvist udviklet af den afdøde programmør og transparensaktivist Aaron Swartz i samarbejde med Kevin Poulsen og James Dolan. Efter Swartz død i 2013 flyttede Dolan systemet til FPF 
Systemet er nu i brug hos mere end 65 nyhedsorganisationer,  herunder The New York Times, The Washington Post, The Guardian, ProPublica, HuffPost, NBC News og The Intercept.
Udover SecureDrop har FPF også udgivet en gratis og open source mobilapp ved navn Haven i 2017. Haven forvandler en Android-enhed til en sikkerhedssensor og advarer eventuelt enhedens ejerom aktivitet, der finder i dens nærhed. Appen er udviklet i samarbejde med The Guardian Project.
I 2022 overtog FPF udviklingen af Dangerzone, et gratis softwareværktøj, der konverterer potentielt skadelige dokumenter til sikre PDF-filer.  
FPF lærer også journalister om brugen af digitale sikkerhedsværktøjer som krypteret kommunikation for bedre at beskytte deres kilder.

## Juridisk aktivisme
Freedom of the Press Foundation har været involveret i adskillige sager om den amerikanske lov om informationsfrihed og aktindsigt, vedrørende journalisters rettigheder og gennemsigtighed i regeringen.

## Priser
FPF-medstifterne Daniel Ellsberg, John Perry Barlow, Trevor Timm og Rainey Reitman vandt i 2013 'Hugh Hefner First Amendment'-prisen for deres rolle i grundlæggelsen af FPF. Organisationen modtog i 2016 Society of Professional Journalists' James Madison-pris.